# Songs for the Philologists
Songs for the Philologists („Lieder für die Philologen“) mit dem Untertitel Mál-rúnar skaltu kunna ist eine Sammlung von Liedern, die von J. R. R. Tolkien, Eric Valentine Gorden und anderen, in den Jahren 1920 bis 1924 in Leeds verfasst und niedergeschrieben, und 1936 am University College in London gedruckt wurde. Es handelt sich im Wesentlichen um 30 altnordische Trinklieder und Gesänge in altenglischer, gotischer Sprache oder in Latein.

## Hintergrund
In Leeds hatten Tolkien und Gordon die studentische Vereinigung „Viking Club“ gegründet, die sich insbesondere auf das Lesen altnordischer Sagen spezialisiert hatte und dem Biergenuss frönte. Für diesen Club schrieben Tolkien und Gordon ursprünglich ihre Lieder für die Philologen. Sie fertigten eine Reihe von Typoskripten, die sie vervielfältigten und in denen sie eine Mischung aus traditionellen Liedern oder englischen Melodien und Originalversen aus dem Altenglischen, Altnordischen und Gotischen verschmelzen ließen.
Im Jahre 1935 oder 1936 übergab Dr. Smith, ein ehemaliger Student aus Leeds, eine dieser Kopien einer Gruppe von Studenten, damit dieser sie als Übung in der Universitätsdruckerei des University College drucken sollten. Dort wurden zunächst einige wenige Exemplare angefertigt. Da Smith jedoch nicht die Erlaubnis von Tolkien oder Gordon eingeholt hatte, wurden die fertigen Broschüren nicht verteilt. Die meisten dieser Probedrucke wurden zudem bei einem Brand vernichtet, es blieben nur einige erhalten, die möglicherweise von den Studenten mitgenommen worden waren, die sie hergestellt hatten. Es ist anzunehmen, dass es nicht mehr als 14 Broschüren waren.

## Inhalt
Die ersten Seiten beinhalten kurze Gedichte oder Liedtexte. Die Titel lauten Fara með Vikingum, Ja, lattu gamminn, Rokkvisa, Bjort mey og Hrein, Syx mynet (Melodie „I Love Sixpence“) und Olafur Liljuros, kurze Reime meist mit jeweils sechs oder acht Zeilen pro Strophe.
Bagme Bloma ist in gotischer Sprache verfasst mit einem Metrum in einfacher regelmäßiger Stabung und handelt von der Birke. hier ist als Melodie das Lied O Lazy sheep! angegeben. Ein späterer Nachdruck mit einer modernen Übersetzung als Flower of the Trees („Blume der Bäume“) wurde, wie einige weitere Lieder, in The Road to Middle-earth („Der Weg nach Mittelerde“) abgedruckt. Zusätzlich gibt es eine grammatische Analyse dieses Textes von Luzius Thöny.
| Bagme Bloma | Blume der Bäume |
| --- | --- |
| Brunaim bairiþ Bairka bogum laubans liubans liudandei, gilwagroni, glitmunjandei, bagme bloma, blauandei, fagrafahsa, ljþulinþi, fraujinondei fairguni. Wopjand windos, wagjand lindos lutiþ limam laikandei; slaihta, raihta, hweitarinda, razda rodeiþ reirandi, bandwa bairhta, runa goda, þiuda meina þiuþjandei. Andanahti milhmam neipiþ, liuhteiþ liuhmam lauhmuni; laubos liubai fliugand lausai, tulgus, triggwa, standandei Bairka baza beidiþ blaika fraujinondei fairguni. | An glänzenden Zweigen trägt die Birke schönes Laub, gelbgrün, hell glitzernd, so wächst sie, der Bäume Blume, so blüht sie, schönhaarig, feingliedrig, so beherrscht sie den Berg. Es rufen die Winde, es wehen die Zweige, auf und ab schwanken die Glieder; schlicht und recht und weißrindig, mit zitternder Zunge spricht sie, ein helles Zeichen, eine gute Rune, so segnet sie mein Volk. Der Abend wird dunkel mit Wolken, er leuchtet mit Lichtflammen; lose fliegt das schöne Laub, treu und fest, so steht sie. Die kahle Birke wartet bleich, so beherrscht sie den Berg. |

Eadig beo þu gehört ebenfalls zu diesen und ist als Good Luck to You („Viel Glück für dich“) zu der Melodie Twinkle, Twinkle, Little Star angegeben.
Bi, bi og Blaga besteht aus zwei kurzen vierzeiligen Strophen, Guþ let vinber vaxa gehört zur Melodie Laus Deo („Lobet den Herren!“), dann folgen Gomul Kynni und Su Klukka Heljar Lied The Bells of Hell („Die Glocken der Hölle“). Als Nächstes kommt ein Text in englischer Sprache Bring us in good Ale (Bringt uns gutes Bier herein) und zwei lateinische Salve oder Grace (Sei gegrüßt) und das Studentenlied Gaudeamus. Zu dem nächsten From one to five, wiederum in Englisch, gehört die Melodie Three Wise Men of Gotham.
Das Ruddoc Hana passt zu Who Killed Cock Robin und für Ides Ælfscyne, Elf-fair Lady („Elbenschöne Frau“) ist Daddy Neptune angegeben. Ofer widne garsecg, Across the Broad Ocean (Über den großen Ozean) gehört zur Melodie von The Mermaid, die folgenden drei Icelandic Song, La Huru und Natura Apis zu O’Reilly. The Carrion Crow ist die Melodie zu I sat upon a bench („Ich saß auf einer Bank“), darauf folgt Gubben Noach.
The Root of the Boot weist starke Ähnlichkeiten mit dem Trollgedicht auf, dass später in überarbeiteter Form im Herrn der Ringe und den Aberteuern des Tom Bombadil als der Steintroll veröffentlicht wurde. Es handelt von einem Troll, der auf einem Menschenbein herumknabbert. Ein Mann namens Tom kommt zu diesem und fragt ob das wohl das Bein seines Onkels John sei. Nach einem Wortgefecht versetzt Tom dem Troll einen Tritt und ist seither lahm, da der Troll so hart war wie Gestein, doch erbeutet er am Ende von seinem Onkel das fehlende Bein. Die zugehörige Melodie stammt von dem Lied The Fox Went Out.
Es folgt ein recht makaberes Lied Hwan ic beo dead („Wenn ich bin tot“), ein in mehreren Sprachvarianten abgedruckter kleiner Reim. Danach das Visur Islendinga, der Frenchmen Froth zu der Melodie The Vicar of Bray und zum Schluss Two Little Schemes oder LIT’ AND LANG’ („Lütt und Lang“) eine Loblied auf die Philologie. Wobei die deutsche Übersetzung nicht ganz dieses Gleichnis wiedergibt, da Lit’ hier die Literatur meint und Lang’ die Sprache (Language) meint und den Wettstreit zwischen den Literaturwissenschaftlern und den Philologen kennzeichnet.
| LIT’ AND LANG’ | Lütt und Lang |
| --- | --- |
| Once there were two little groups, Called Lit’ and Lang’. Lit’ was lazy till she died, Of homophemes. ‘I don’t like philology,’ Poor Lit’ said. Psychotherapeutics failed, And now she’s dead. Doctors cut up all the corpse, But searched in vain; They couldn’t find it anywhere, They couldn’ find the brain. Did Lang’ go into mourning-weeds? I don’t think! He quickly wiped a tear away And had another drink. | Einst da waren zwei kleine Gruppen, Genannt Lütt und Lang. Lütt war faul bis sie starb, An Homophemie. „Ich mag keine Philologie“, Sagte die arme Lütt. Psychotherapeuten versagten, Und nun ist sie tot. Doktoren schnitten den ganzen Körper auf, Aber sie suchten vergeblich. Sie konnten es nirgends finden, Sie fanden kein Gehirn. Ging Lang daraufhin im Trauergewand? Ich denke nicht! Er wischte schnell eine Träne fort Und nahm den nächsten Trank. |

## Besonderheit
Die Originalausgabe aus dem Jahr 1936 befindet sich im Privatbesitz der Abteilung für Englisch des University College in London. Es ist die erste und einzige Ausgabe, gedruckt mit hellblauem Einband und mit Heftklammern verbunden. Die Texte sind in Englisch und Angelsächsisch und jeweils in römischen und angelsächsischen Typen abgedruckt. In Auftrag gegeben von G. Tillotson, A. H. Smith, B. Pattison und anderen Mitgliedern des English Department, University College, London, SUNY-Buffalo und der Oxford University. Es ist nur über OCLC erhältlich.